# Thomas Addison

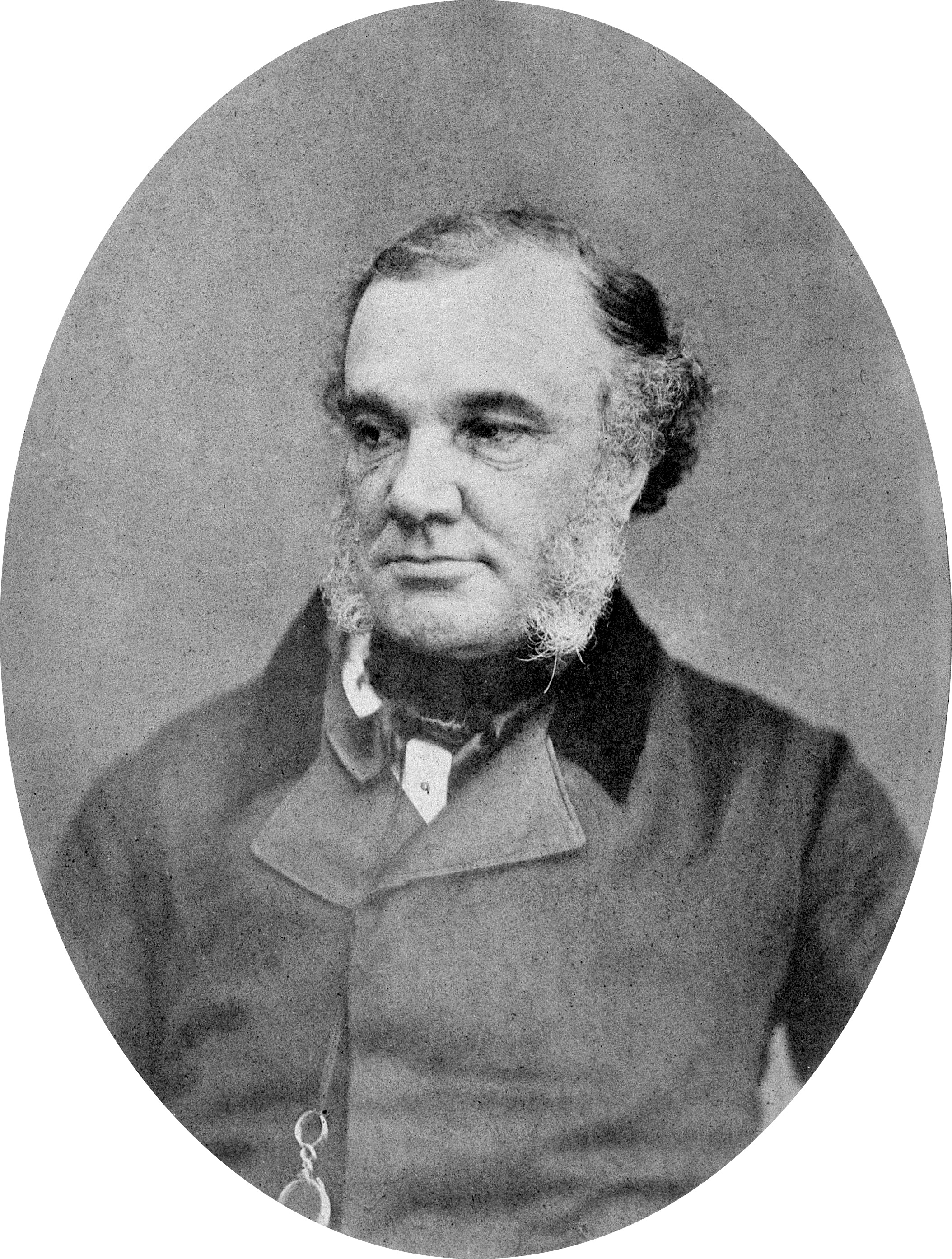
Thomas Addison

Thomas Addison (Longbenton (Newcastle upon Tyne), april 1795 - Brighton, 29 juni 1860) was een 19e-eeuwse Britse arts en wetenschapper. Hij wordt gezien als een van de groten van het Guy’s Hospital in Londen.

## Vroege jaren
Thomas Addison werd geboren in Longbenton, Newcastle upon Tyne als zoon van Sarah en Joseph Addison, een kruidenier en bloemenverkoper. Er is twijfel over zijn geboortedag, zelfs over zijn geboortejaar. Hij bezocht aldaar de dorpsschool en ging daarna naar de Royal Free Grammar School (vergelijkbaar met het Nederlandse gymnasium) in Newcastle upon Tyne. Hij leerde er Latijn en bleek daar zo in uit te blinken dat hij zijn aantekeningen in het Latijn schreef en het ook vloeiend sprak.
Hoewel zijn vader wilde dat hij advocaat werd besloot Addison om in 1812 geneeskunde te gaan studeren aan de Universiteit van Edinburgh. Hij behaalde in 1815 zijn artsenbul. Zijn proefschrift luidde Dissertatio medica inauguralis quaedam de syphilide et hydrargyro complectens (Over syfilis en kwik).
Addison verhuisde dat jaar van Edinburgh naar Londen om daar arts-assistent chirurgie te worden in het Lock Hospital; hij was ook leerling bij Thomas Bateman in de openbare apotheek. Daarna opende hij een eigen praktijk als arts in de polikliniek in Carey street.
Door de invloed van zijn leraren raakte Addison gefascineerd door de dermatologie. Deze fascinatie, die hem de rest van zijn leven bijbleef, leidde ertoe dat hij de veranderingen in huidpigmentatie beschreef die typerend waren voor de ziekte die nu de ziekte van Addison wordt genoemd.

## Guy's Hospital
In 1817 werd Addison perpetual physician's pupil (eeuwig student geneeskunde), waarmee zijn gedenkwaardige werk begon. In 1819 verkreeg hij zijn licentiaat en enkele jaren later zijn fellowship; op 24 januari 1824 werd hij arts-assistent en in 1827 docent in materia medica; in 1837 werd hij volwaardig arts. Van 1835 tot 1840 deelde Addison de leerstoel praktische geneeskunde met Richard Bright; na diens pensionering was Addison de enige docent. Deze post bekleedde Addison tot 1844/1845. Tegen die tijd was hij een veelgevraagd docent: men betaalde graag een honorarium om colleges bij hem te volgen. Deze werden druk bezocht.
Thomas Addison was een briljant diagnosticus maar verder een verlegen, zwijgzaam man. Terwijl collega's met zijn reputatie grote praktijken hadden was de zijne bescheiden. Addison werd alom gerespecteerd, had veel invloed en gold als zeer toegewijd naar zijn studenten en patiënten. Men beschreef hem als iemand die altijd zocht naar het kapotte onderdeel in de machine en niet, zoals zijn tijdgenoot Benjamin Guy Babington, als iemand die zijn patiënten als gevoelige, lijdende personen beschouwde.

## Door Addison beschreven ziektebeelden
We kennen Addison door zijn beschrijving van opvallend veel ziektebeelden, die voor een deel ook zijn naam dragen:
- De ziekte van Addison: progressieve destructie van de bijnieren met als gevolg een tekort aan corticosteroïden. Addison beschreef deze aandoening in 1855: On the Constitutional and Local Effects of Disease of the Suprarenal Capsules.
- De Addisonse crise: een acute, levensbedreigende crisis bij de ziekte van Addison.
- Addisonisme: Symptomen lijkend op de ziekte van Addison, maar niet gerelateerd aan bijnierinsufficiëntie.
- Addisonse anemie of de ziekte van Addison-Biermer: nu bekend als pernicieuze anemie met vitamine B12-tekort
- De ziekte van Addison-Schilder: een stofwisselingsziekte met de verschijnselen van de ziekte van Addison, maar ook hersensclerose; tegenwoordig staat deze aandoening bekend als adrenoleukodystrofie.

Addison was een van de eersten met een nauwkeurige beschrijving van blindedarmontsteking en schreef een waardevolle studie over de werking van vergif. Daarnaast deed hij invloedrijk werk in het herkennen en begrijpen van veel andere aandoeningen waaronder:
- De ziekte van Alibert I: een huidziekte met roze vlekken omzoomd met een paarsige halo (ring).
- Het syndroom van Allgrove: een aangeboren defect in de traansecretie.
- De ziekte van Rayer: een ziekte met depigmentatie, geelzucht en vergroting van lever en milt.

## Het einde
Thomas Addison heeft meerdere episoden van depressie doorgemaakt. Dit heeft zeer waarschijnlijk ook bijgedragen aan zijn vroegtijdige pensionering in 1860. Hij schreef zijn toenmalige studenten: "Een grote achteruitgang in mijn gezondheid heeft bijgedragen tot het vermijden van de spanningen, verantwoordelijkheden en interesse van mijn vak; of dit tijdelijk is of blijvend kan nog niet worden bepaald, maar, hoe dan ook, niets was er beter geschikt mij te helpen dan de warme belangstelling die ik van mijn studenten in Guy's Hospital heb mogen ontvangen in de vele jaren dat ik toegewijd was aan dat instituut."
Drie maanden later, op 29 juni 1860, pleegde Addison zelfmoord. De dag erna schreef de Brighton Herald: 

"Dr Addison, formerly a physician to Guy's Hospital, committed suicide by jumping down the area (i.e. the space between the front of the house and the street) of 15 Wellington Villas, where he had for some time been residing, under the care of two attendants, having before attempted self-destruction. He was 72 years of age [sic], and laboured under the form of insanity called melancholia, resulting from overwork of the brain. He was walking in the garden with his attendants, when he was summoned in to dinner. He made as if towards the front door, but suddenly threw himself over a dwarf-wall into the area – a distance of nine feet – and, falling on his head, the frontal bone was fractured, and death resulted at one o'clock yesterday morning"

"Dr. Addison, voorheen arts aan het Guy's Hospital, heeft zelfmoord gepleegd door van het huis aan Wellington Villas nummer 15 te springen. Hij was in het gezelschap van twee begeleiders nadat hij al eerder pogingen had ondernomen zich van het leven te beroven. Hij was 72 jaar oud [sic] en leed al geruime tijd aan de vorm van krankzinnigheid die melancholie wordt genoemd, het resultaat van overbelasting van het brein. Terwijl hij met zijn begeleiders door de tuin liep, werd hij geroepen voor het avondeten. Terwijl hij deed of hij naar de voordeur liep gooide hij zichzelf over de balustrade en kwam 3 meter lager op zijn hoofd terecht. Hij liep een breuk op van zijn voorhoofdsbeen en overleed gisteren rond 01.00 uur."

Hij werd begraven op het kerkhof van de Lanercost Priory. Een van de 'grote mannen' was heengegaan, maar was niet vergeten. Het ziekenhuis liet een buste maken van hem, noemde een zaal van het nieuwe gedeelte van het ziekenhuis naar hem en hield de herinnering aan hem levend door een marmeren wandtafel in de kapel. Thomas Addison zal altijd in Guy's Hospital blijven.

## Achtergrond
- (en) Benjamin, John "Thomas addison", Dictionary of Scientific Biography; vol. 1, Charles Scribner's Sons, New York (1970), pp. 59–60 ISBN 0684101149